# Сосна жовта
Сосна жовта або орегонська (Pinus ponderosa) — велике дерево роду сосна родини соснових. У природних умовах росте в західних районах Північної Америки.

## Опис
Середня висота дорослого дерева 18–39 м (72 м максимум). Товщина стовбуру 80–120 см в діаметрі; стовбур прямій. Крона широко конусоподібна або закруглена. Кора від жовто-до червоно-коричневої, з глибокими нерегулярними тріщинами, які перетинаються так, що кора має вигляд прямокутних лускатих пластин. Гілки або спрямовані вниз, або розкидисто спрямовані вгору. Гілки міцні, товщиною до 2 см, оранжево-коричневі, з віком темніють і стають шорсткими.
Бруньки яйцеподібні, довжиною до 2 см, товщиною до 1 см, червоно-коричневі, сильно смолисті; на краях біла бахрома. В грона 2–5 розходяться на кінцях хвоїнок. Хвоїнки зберігаються в середньому 4–6 років, їх довжина 7–25 см, товщина 1,2–2 мм; злегка викривлені, гнучкі, насичено жовто-зелені, зібрані в пучок на кінцях гілок, з боків хвоїнок добре видно білі вустичні лінії, край дрібнозубчастий. На кінцях хвоїнки загострені або сильно звужуються; обгортка 1,5–3 см, має постійну основу. Чоловічі шишки еліпсоїдної-циліндричний, довжиною 1,5–3,5 см, жовті або червоні. Жіночі шишки дозрівають раз в 2 роки, після чого розкидають насіння, залишаючи лускаті розетки на гілочках. Шишки симетричні або злегка асиметричні, конусоподібна-яйцеподібні перед розкриттям і яйцеподібні після розкриття, 5–15 см завдовжки, в основному червонувато-коричневі, безчерешкові або майже безчерешкові; на гілці розташовані окремо або рідше попарно.
Луска шишок розташовані по крутій спіралі по 5–7 в ряд, якщо дивитися збоку, чітко розділені один від одного. Апофіз (виступ) луски насінних шишок тьмяний або блискучий, потовщений, по-різному піднятий і поперечно витягнутий; виступ розташований в центрі, зазвичай пірамідальний або усічений, рідко втиснутий, просто гострий або з дуже коротким вістрям, або міцним виступом або колючкою. Насінини еліпсоїдно-яйцеподібні, 4–9 мм, коричневі або жовто-коричневі, часто поцятковані темними цятками, крило 15–25 мм.

## Поширення
Країни зростання:
Канада (Британська Колумбія), Мексика (Коауїла, Сонора), США (Аризона, Каліфорнія, Колорадо, Айдахо, Монтана, Небраска, Невада, Нью-Мексико, Північна Дакота, Оклахома, Орегон, Південна Дакота, Техас, Юта, Вашингтон, Вайомінг).

## Галерея

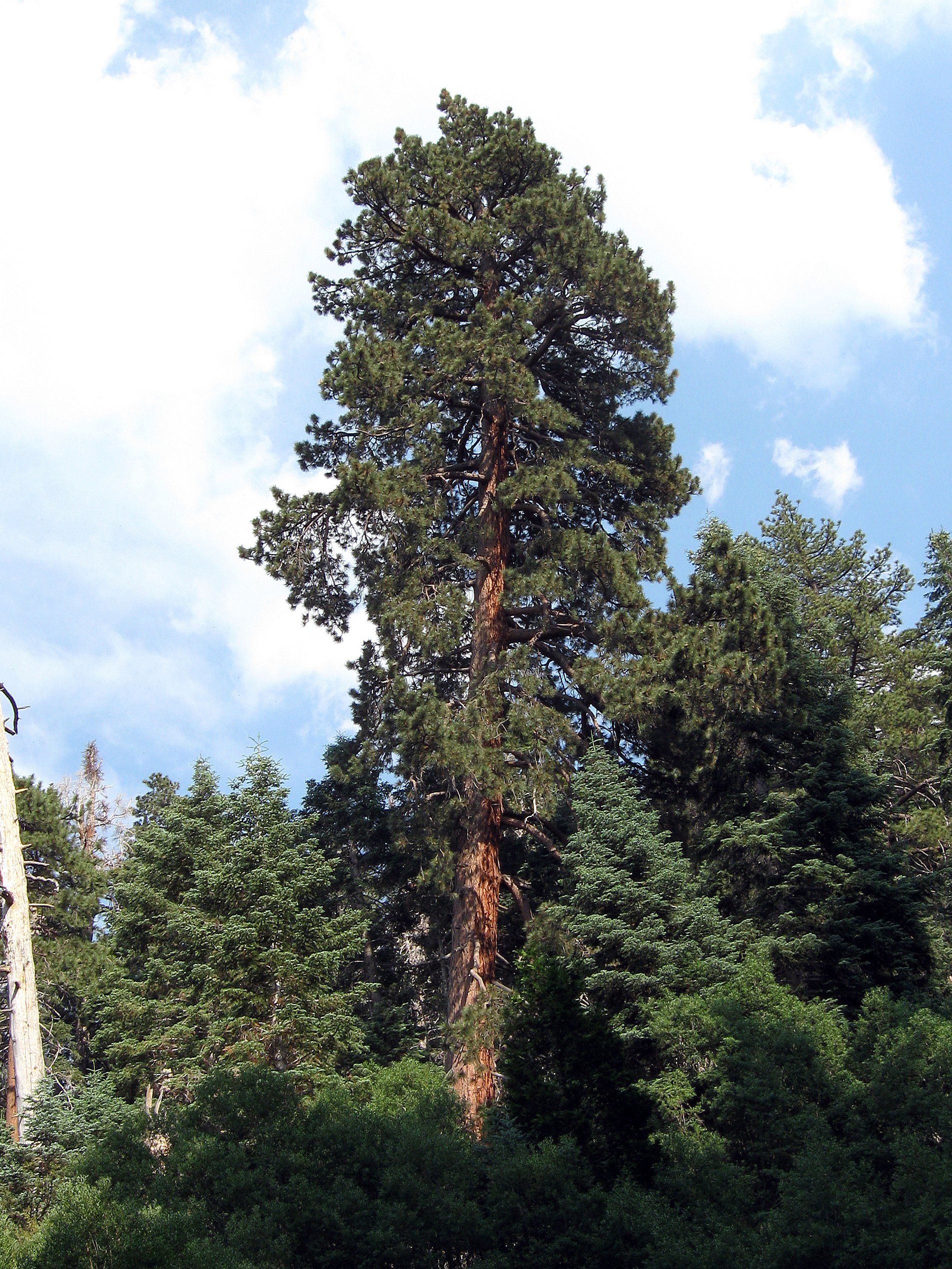
дерево
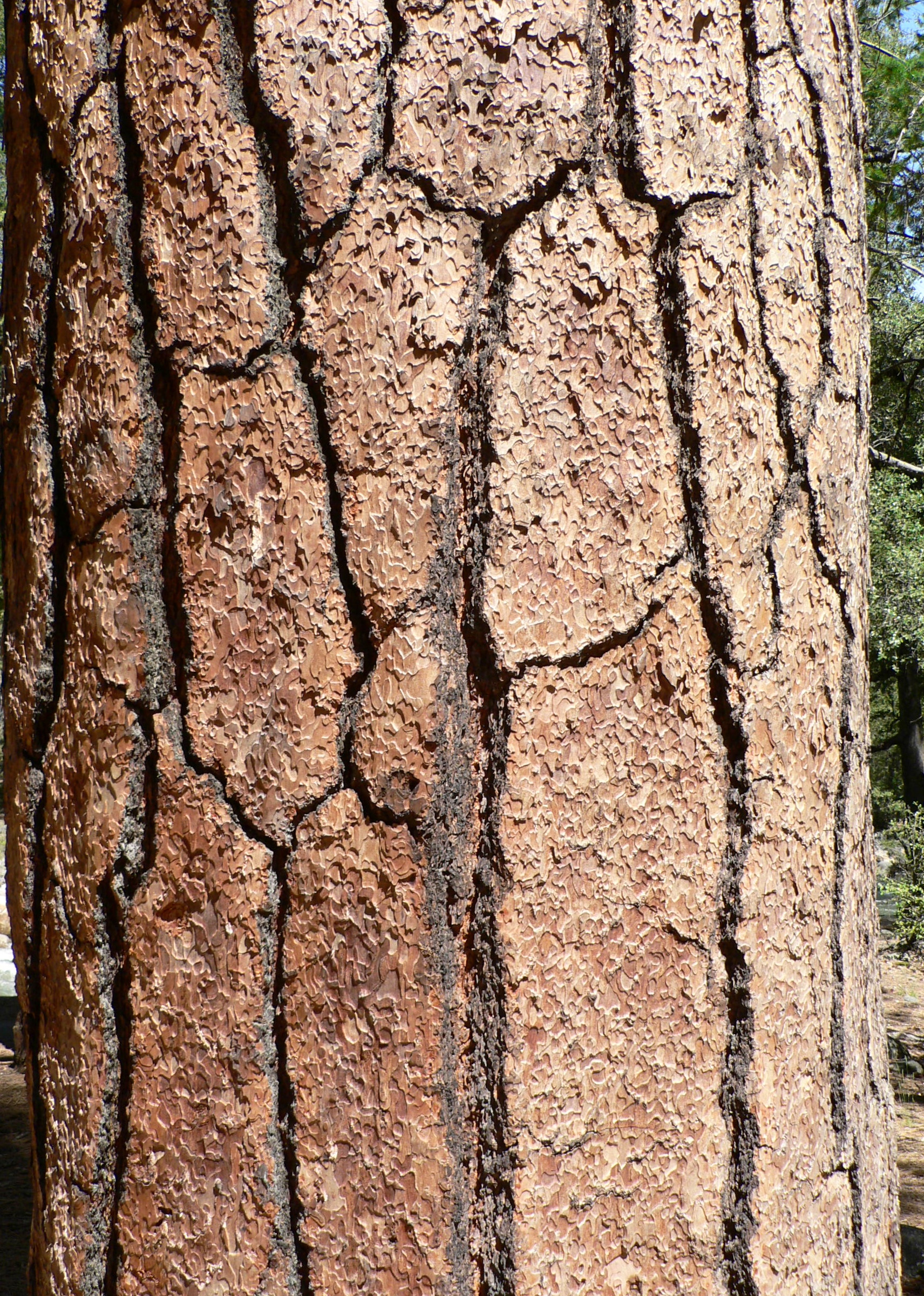
стовбур
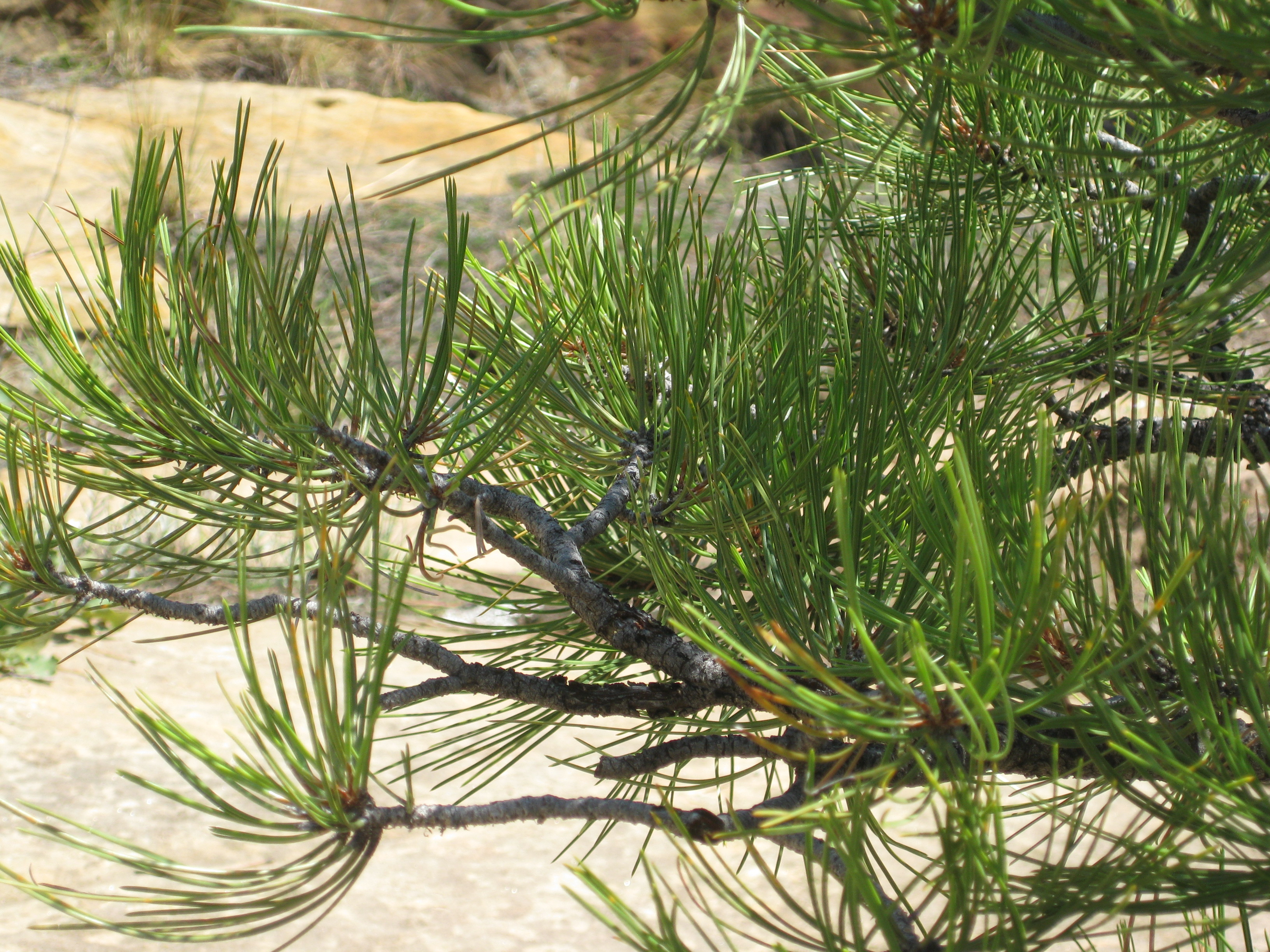
листя
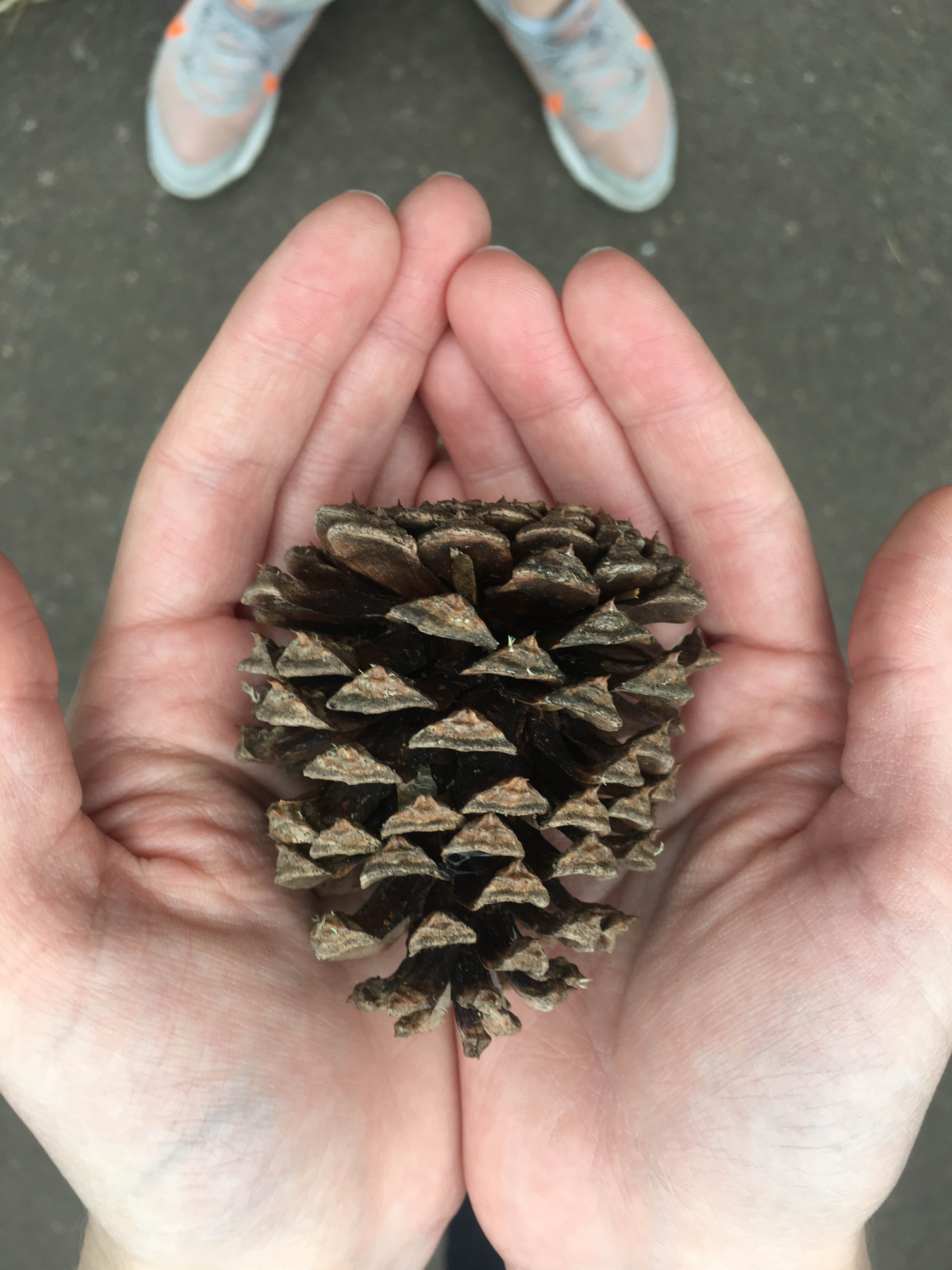
насіннєва шишка
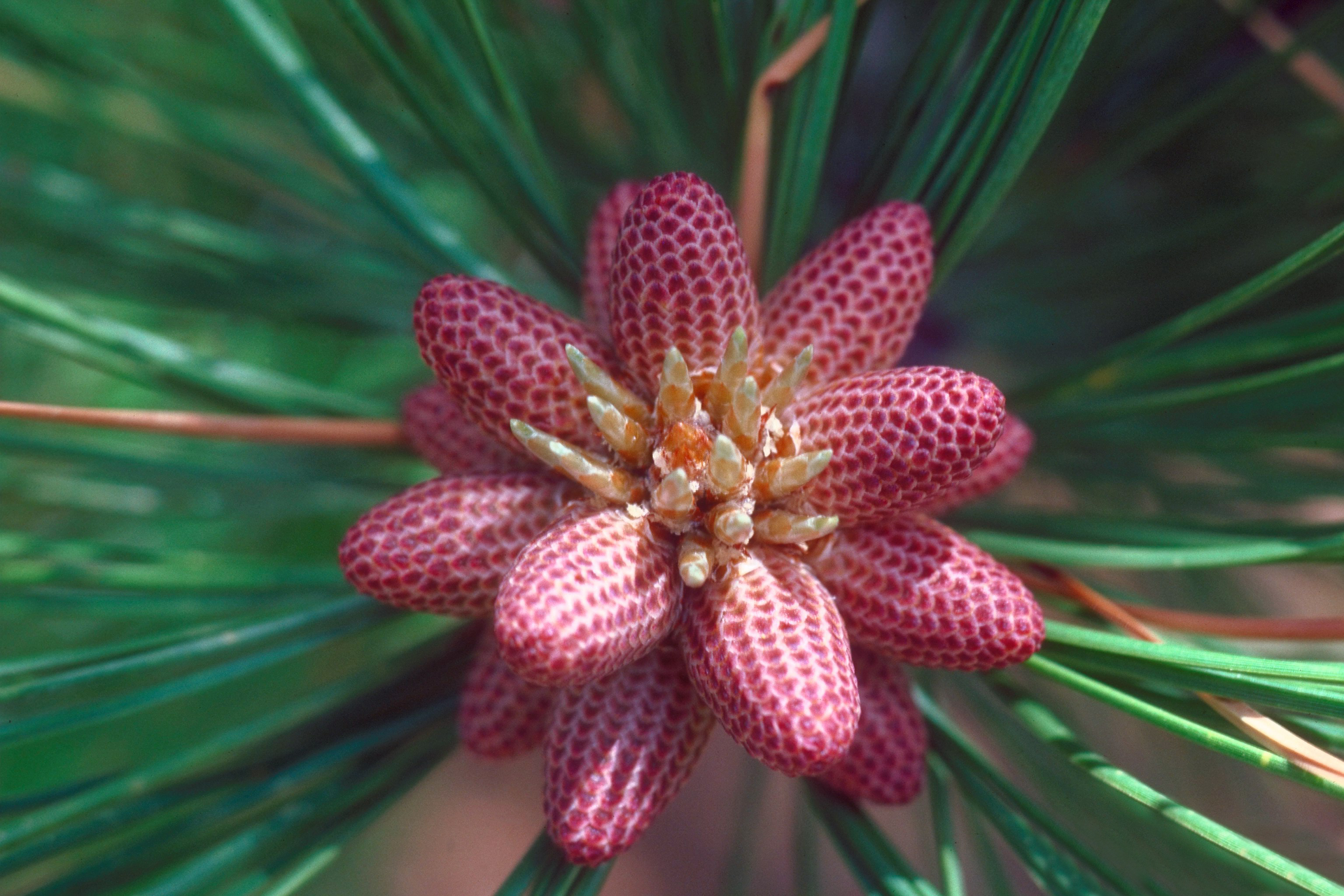
пилкові шишки
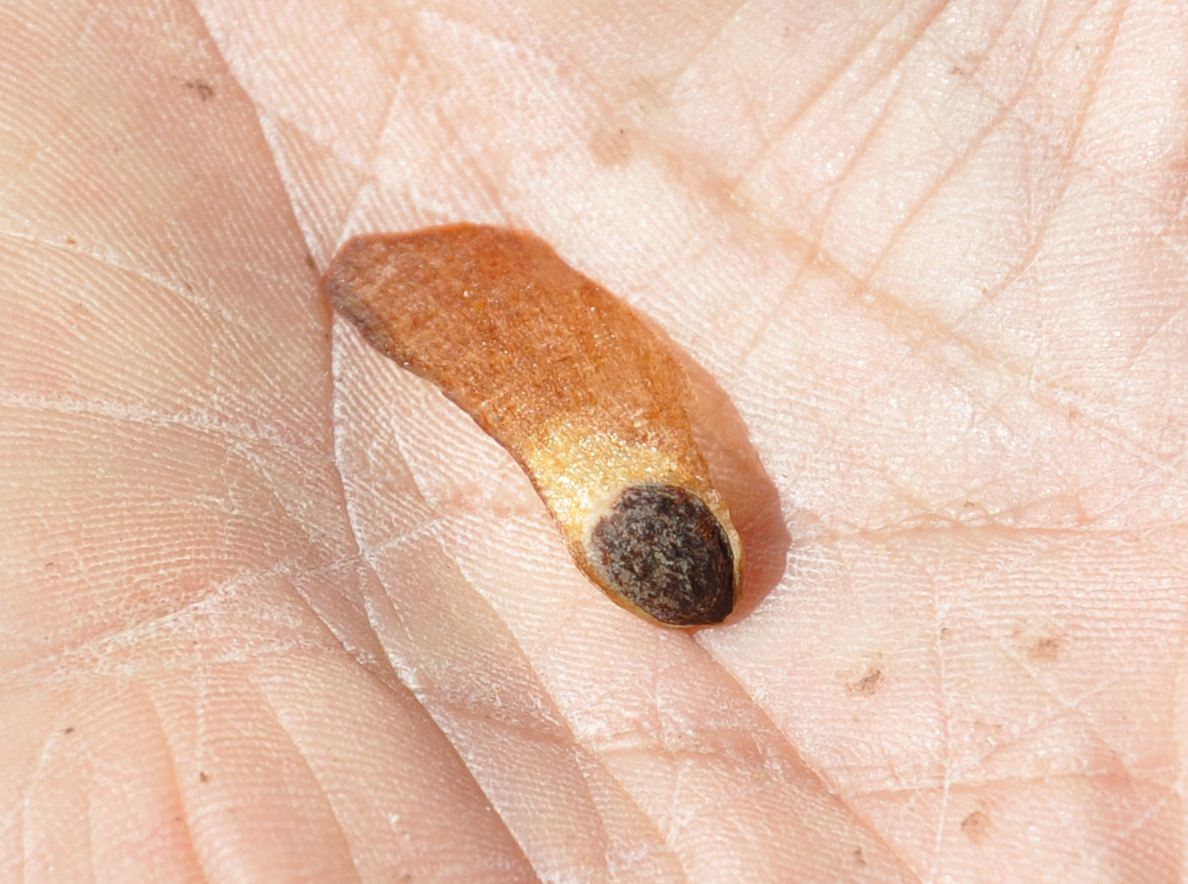
насінина

| Хвойні | Це незавершена стаття про хвойні. Ви можете допомогти проєкту, виправивши або дописавши її. |